# Palmeira (Santa Catarina)
Palmeira é um município brasileiro do Estado de Santa Catarina.  Localiza-se a uma latitude 27º34'58" sul e a uma longitude 50º09'34" oeste, estando a uma altitude de 886 metros. Sua população estimada em 2017 foi de 2.550 habitantes.
Possui uma área de 292,21 km².
A origem do nome do município está associada às belas árvores, palmeiras que são abundantes na região. Emancipado de Otacílio Costa, Palmeira teve origem como localidade devido à antiga estrada geral que ligava Lages a Rio do Sul, atualmente denominada SC-425.
Rota de viajantes, a localidade se desenvolveu como ponto de referência e descanso. Atualmente, a atividade de silvicultura (pinus) representa uma importante atividade econômica neste município. Além disso, há indústrias químicas e agricultura como atividades complementares.

## Lista de Prefeitos eleitos em Palmeira-SC
O município foi emancipado em 1995. Seu primeiro prefeito foi eleito em 1996, o sr. Antonio Sorly de Souza.
| Gestão    | Prefeito(a)             | Legenda | Vice-prefeito                 | Votos | Referência |
| --------- | ----------------------- | ------- | ----------------------------- | ----- | ---------- |
| 1997-2000 | Antonio Sorly de Souza  | PFL     | Alcides Ribeiro Valente Couto | 983   | [ 6 ]      |
| 2001-2004 | Antonio Sorly de Souza  | PFL     | Wolni Francisco de Souza      | 1185  | [ 7 ]      |
| 2005-2008 | Osni Francisco de Souza | PP      | Moacir Cruz Faxina            | 1083  | [ 8 ]      |
| 2009-2012 | Osni Francisco de Sousa | PP      | Jani Pedro Pereira do Amaral  | 1182  | [ 9 ]      |
| 2013-2016 | José Valdori Hemkemaier | PMDB    | Sebastião Ribeiro dos Santos  | 1482  | [ 10 ]     |
| 2017-2020 | Fernanda Souza Córdova  | PR      | Sandro Alex Masselai          | 1496  | [ 11 ]     |
| 2021-2024 | Fernanda Souza Córdova  | PL      | Sandro Alex Masselai          | 1591  |            |

## Vereadores eleitos em Palmeira-SC
| 1996 - Gestão 1997-2000        | 1996 - Gestão 1997-2000 | 1996 - Gestão 1997-2000 | 2000 - Gestão 2001-2004     | 2000 - Gestão 2001-2004 | 2000 - Gestão 2001-2004 |
| Vereador                       | Leg.                    | Votos                   | Vereador                    | Leg.                    | Votos                   |
| Ronaldo Vieira de Jesus        | PPB                     | 156                     | Ronaldo Vieira de Jesus     | PPB                     | 190                     |
| Ildo Pereira de Oliveira       | PFL                     | 145                     | Valdir Silva Souza          | PFL                     | 146                     |
| Janio Carlos Schumacker Xavier | PMDB                    | 134                     | Rui Tadeu Andrade           | PFL                     | 139                     |
| Jani Pedro Pereira do Amaral   | PPB                     | 109                     | Artenis Schumacker Xavier   | PMDB                    | 113                     |
| Osni Jardim de Souza           | PFL                     | 99                      | Moacir Cruz Faxina          | PMDB                    | 106                     |
| Jose Ribeiro Valente           | PDT                     | 94                      | Roberto Vieira da Silva     | PFL                     | 93                      |
| Wolni Francisco de Souza       | PFL                     | 83                      | Antonio Francisco de Souza  | PFL                     | 91                      |
| Orlando Baldessar              | PFL                     | 68                      | Osni Jardim de Souza        | PFL                     | 84                      |
| Nilton Reis de Andrade         | PMDB                    | 66                      | Herminio Francisco de Souza | PPB                     | 82                      |

| 2004 - Gestão 2005-2008      | 2004 - Gestão 2005-2008 | 2004 - Gestão 2005-2008 | 2008 - Gestão 2009-2012  | 2008 - Gestão 2009-2012 | 2008 - Gestão 2009-2012 |
| Vereador                     | Leg.                    | Votos                   | Vereador                 | Leg.                    | Votos                   |
| Ronaldo Vieira de Jesus      | PFL                     | 243                     | Rui Tadeu Andrade        | PP                      | 346                     |
| Jani Pedro Pereira do Amaral | PFL                     | 176                     | Ronaldo Vieira de Jesus  | DEM                     | 275                     |
| Orival Largura Avila         | PMDB                    | 143                     | Orival Largura Avila     | PMDB                    | 257                     |
| Valdir Silva Souza           | PFL                     | 134                     | Valter Rogério Sasso     | PMDB                    | 180                     |
| Luiz Melo de Souza           | PP                      | 134                     | Osni Jardim de Souza     | PP                      | 142                     |
| Artenis Schumacker Xavier    | PMDB                    | 128                     | Roberto Vieira da Silva  | DEM                     | 136                     |
| Dulcemar Rodolfo da Silva    | PPS                     | 122                     | Wolni Francisco de Souza | PMDB                    | 127                     |
| Zenita Pereira Couto         | PPS                     | 121                     | Luiz Melo de Souza       | PP                      | 120                     |
| Roberto Vieira da Silva      | PFL                     | 97                      | Celito Baldessar         | PMDB                    | 107                     |

| 2012 - Gestão 2013-2016   | 2012 - Gestão 2013-2016 | 2012 - Gestão 2013-2016 | 2016- Gestão 2017-2020        | 2016- Gestão 2017-2020 | 2016- Gestão 2017-2020 |
| Vereador                  | Leg.                    | Votos                   | Vereador                      | Leg.                   | Votos                  |
| Ronaldo Vieira de Jesus   | PSD                     | 283                     | Ronaldo Vieira de Jesus       | PR                     | 358                    |
| Romildo Rodrigues da Cruz | PMDB                    | 209                     | Edgar Souza de Oliveira       | PMDB                   | 248                    |
| Celito Baldessar          | PMDB                    | 191                     | Sebastião Arcanjo de Farias   | PR                     | 235                    |
| Edgar Souza de Oliveira   | PMDB                    | 181                     | Romildo Rodrigues da Cruz     | PMDB                   | 205                    |
| Orival Largura Avila      | PSD                     | 174                     | Orival Largura Avila          | PSD                    | 173                    |
| Fernanda Souza Córdova    | PMDB                    | 146                     | Lucia Helena Rodrigues Xavier | PROS                   | 166                    |
| Sandro Alex Masselai      | PP                      | 142                     | Roberto Vieira da Silva       | PSD                    | 148                    |
| Osni Jardim de Souza      | PP                      | 132                     | Celito Baldessar              | PR                     | 120                    |
| Willian Jesus Silva       | PC do B                 | 127                     | Vilmar Pereira da Cruz        | PR                     | 92                     |

| 2020 - Gestão 2021-2024    |      |       |
| Vereador                   | Leg. | Votos |
| Ronaldo Vieira de Jesus    | PL   | 352   |
| Carlos Geovane do Amaral   | PL   | 209   |
| Reinildo Silva Souza       | MDB  | 189   |
| Romildo Rodrigues da Cruz  | MDB  | 175   |
| Simone Silveira Silva Melo | PL   | 175   |
| Edgar Souza de Oliveira    | MDB  | 173   |
| Reinaldo Carlos Borges     | PL   | 152   |
| Alcione Pereira da Cruz    | PL   | 147   |
| Luiz Ricardo de Souza      | PL   | 145   |